# Gum Wall

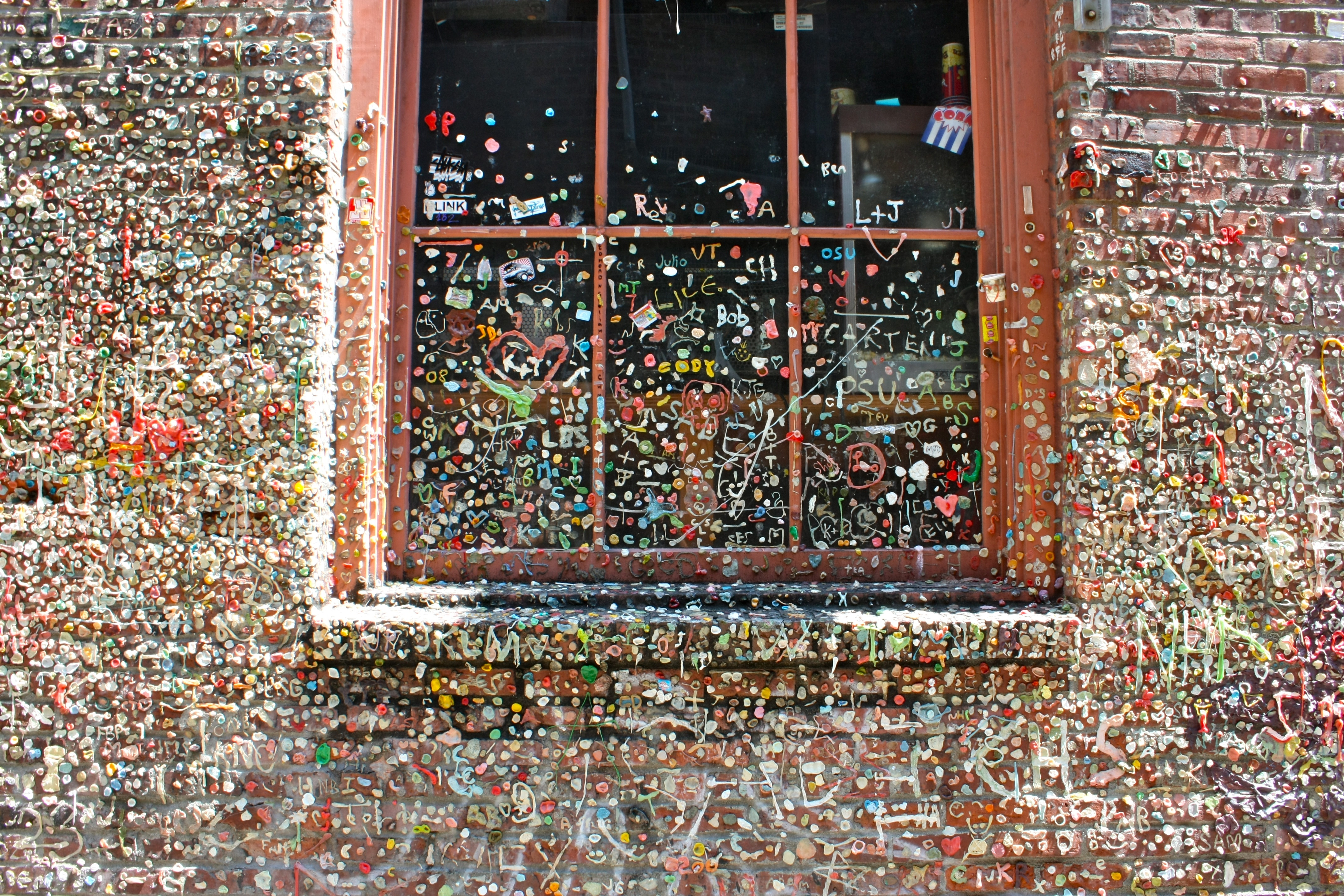
El Market Theater Gum Wall 2009

El Market Theater Gum Wall es una pared de ladrillo cubierto de chicle usado, situada en un callejón en el centro de Seattle. Está localizado en Post Alley bajo el Mercado de Pike Place. Similar al Bubblegum Alley de San Luis Obispo, California, es una atracción turística local. Partes de la pared están recubiertas por varios centímetros de grosor, de unos 4,5 metros de alto a lo largo de 15 metros.
La pared se sitúa cerca de la taquilla del Market Theater, y la tradición comenzó alrededor de 1993 los asistentes a las producciones de teatro de Unexpected Productions' de Seattle pegaban goma de mascar en la pared introduciendo monedas en su interior, mientras hacían cola. Los empleados del teatro retiraron los chicles hasta dos veces, pero finalmente desistieron después de que los jefes del mercado consideraran la pared de chicle como una atracción turística cerca de 1999. Algunas personas han creado pequeñas obras de arte con goma de mascar.
Fue nombrada como una de las cinco atracciones turísticas más contaminadas por gérmenes en 2009, después de la Piedra de la elocuencia. Su ubicación da comienzo a un tour nocturno, y es un lugar popular para tomarse fotos.
Una escena de la película Love Happens de 2009 protagonizada por Jennifer Aniston fue rodada en esta localización.
El 3 de noviembre de 2015, el Pike Place Market Preservation & Development Authority anunció que por primera vez en 20 años la goma de mascar de las paredes sería eliminado para reparaciones y limpieza a vapor, para impedir que los ladrillos de las paredes se erosionaran por la acción del azúcar contenido en los chicles. El trabajo empezó el 10 de noviembre y se emplearon un total de 130 horas, retirándose más de 1000 kg de chicles. Tres días más tarde, gente anónima empezó a pegar de nuevo chicles en la pared; entre las primeras adiciones se contaban homenajes a los atentados de París de noviembre de 2015.

## Galería

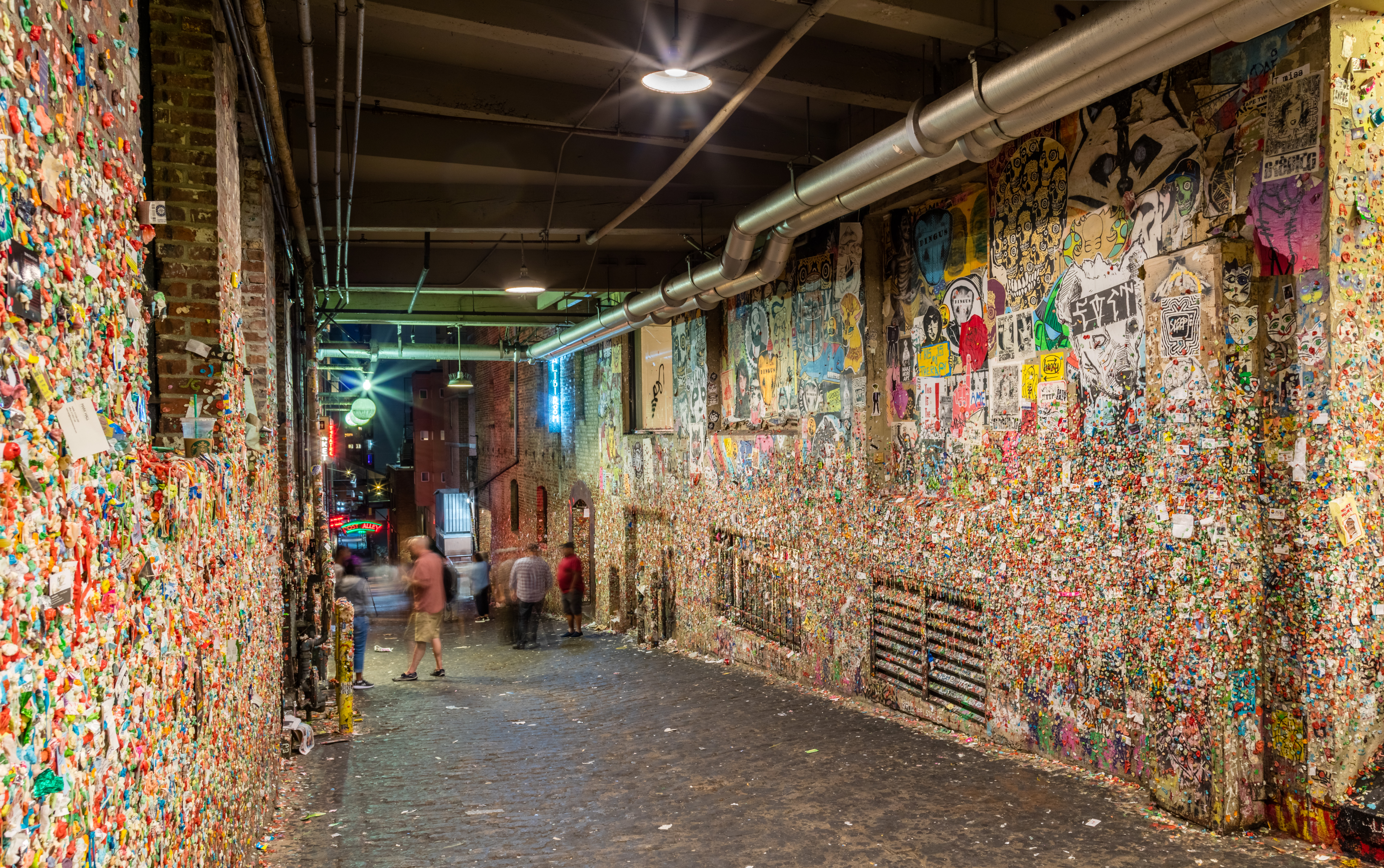
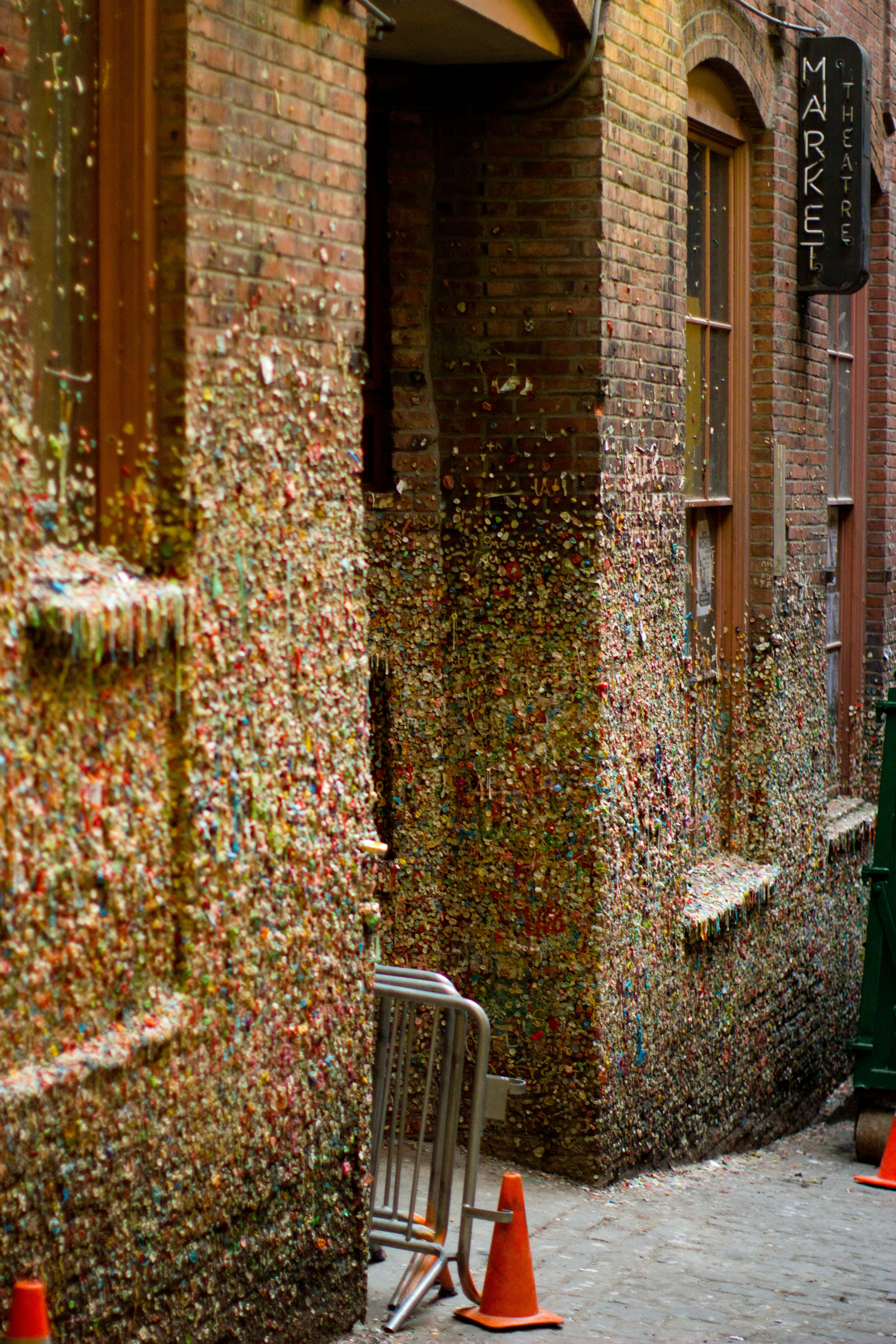
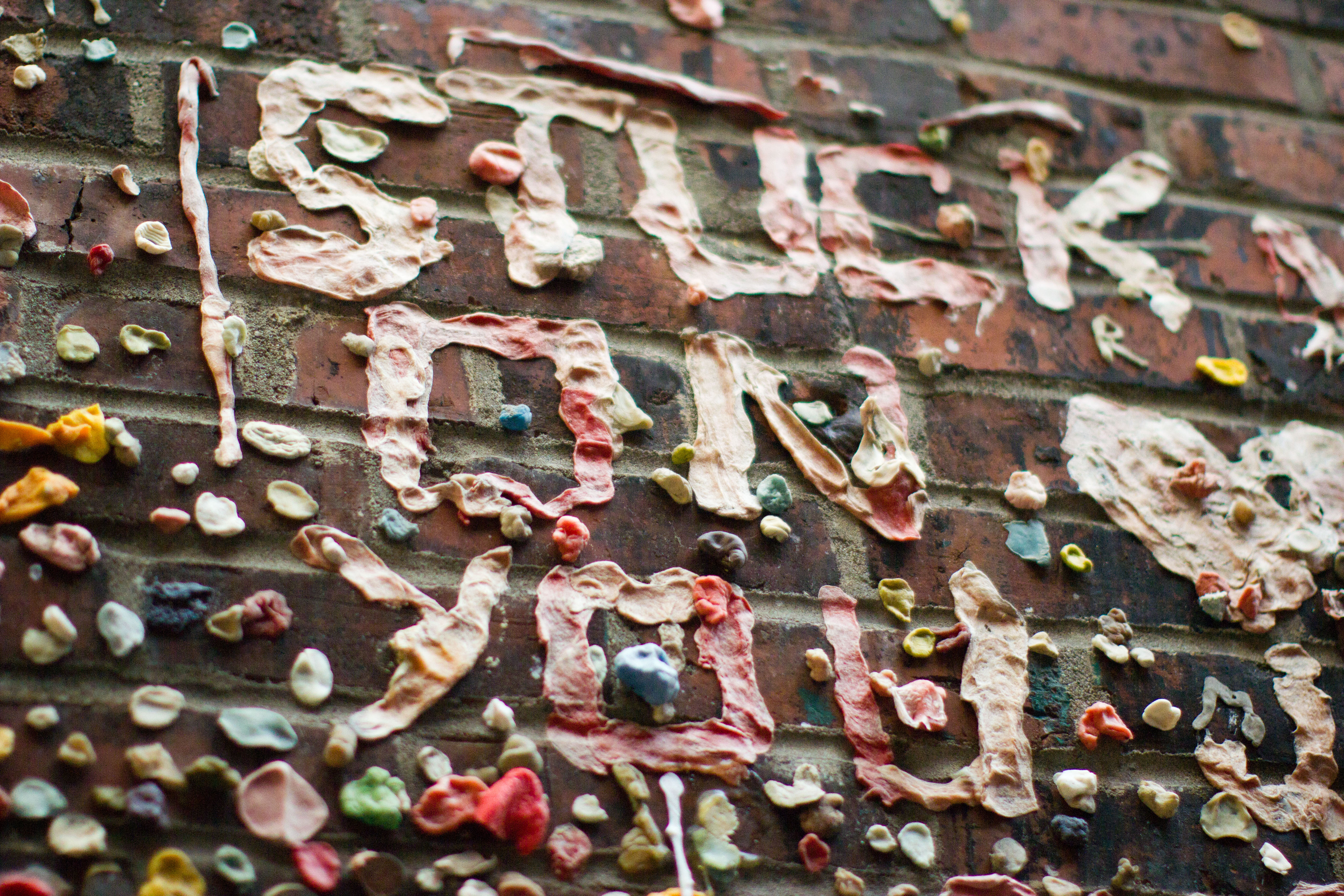
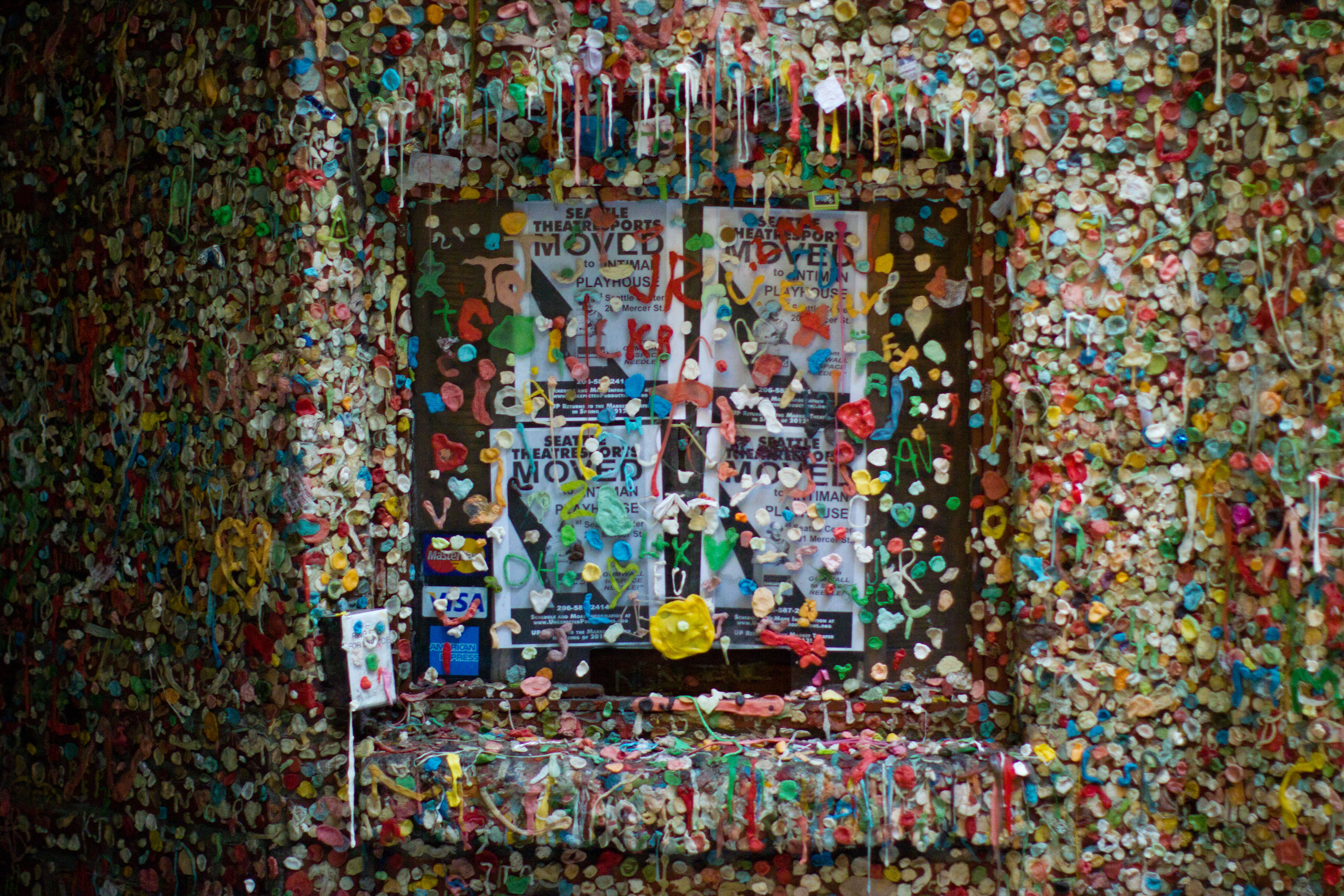
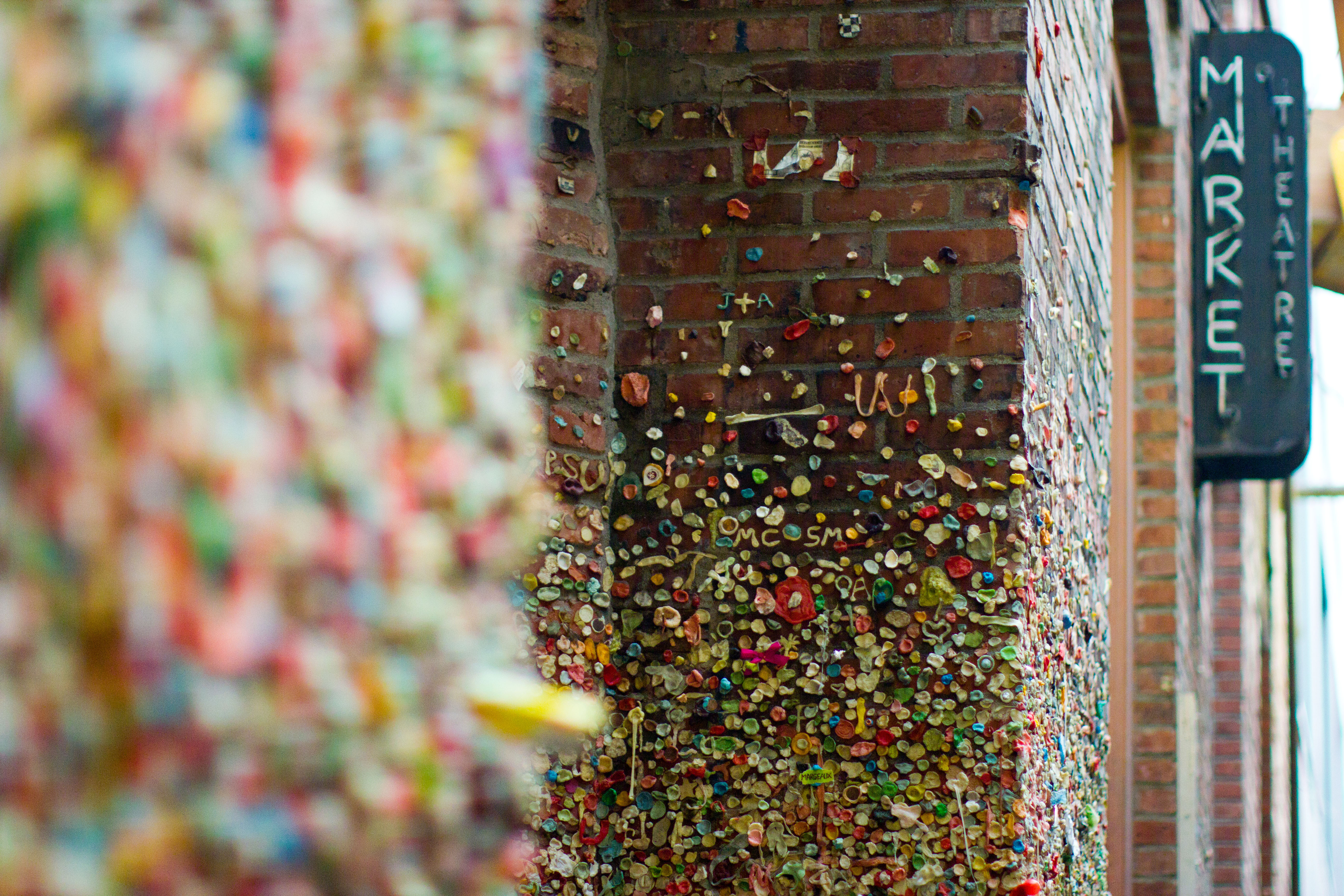
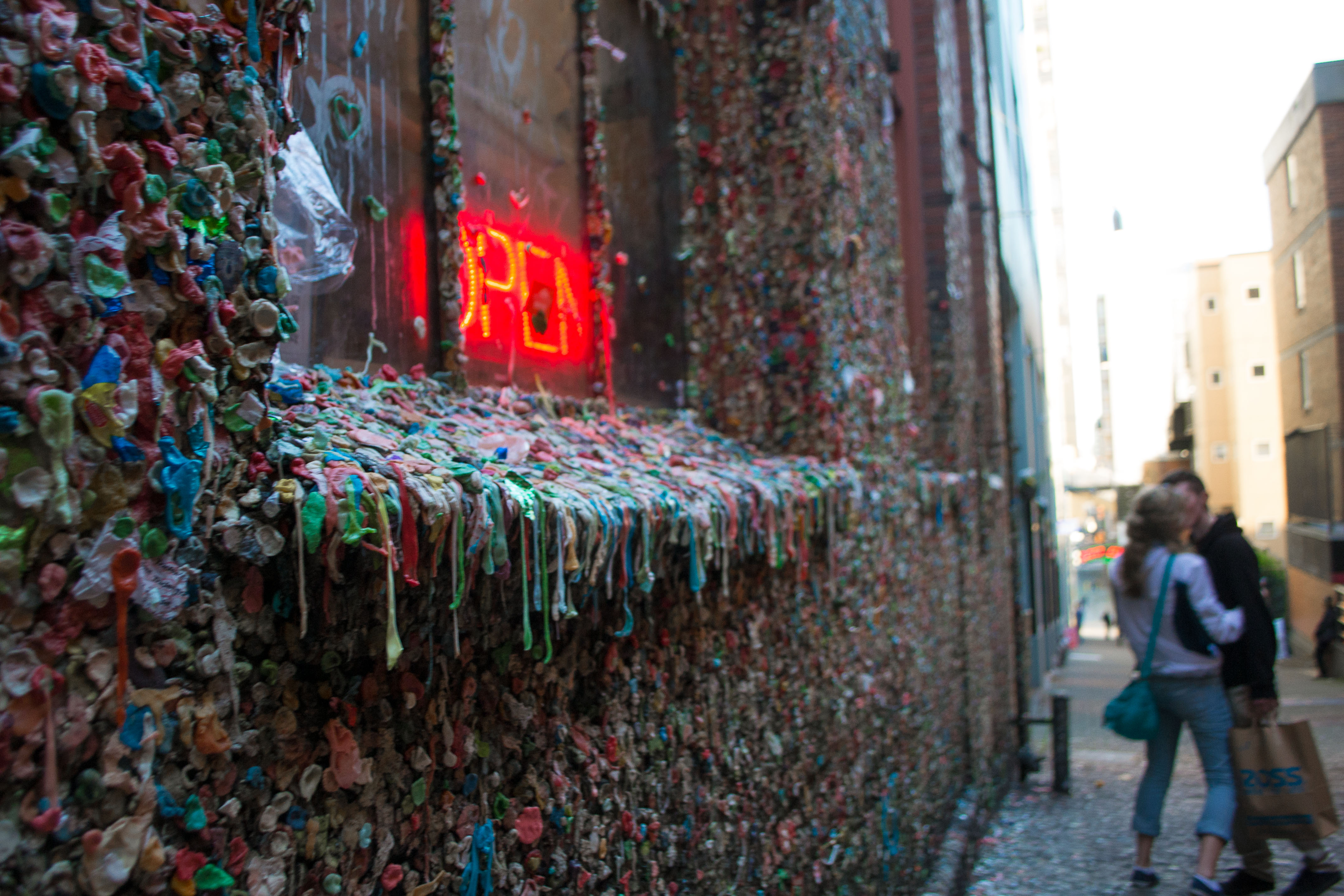
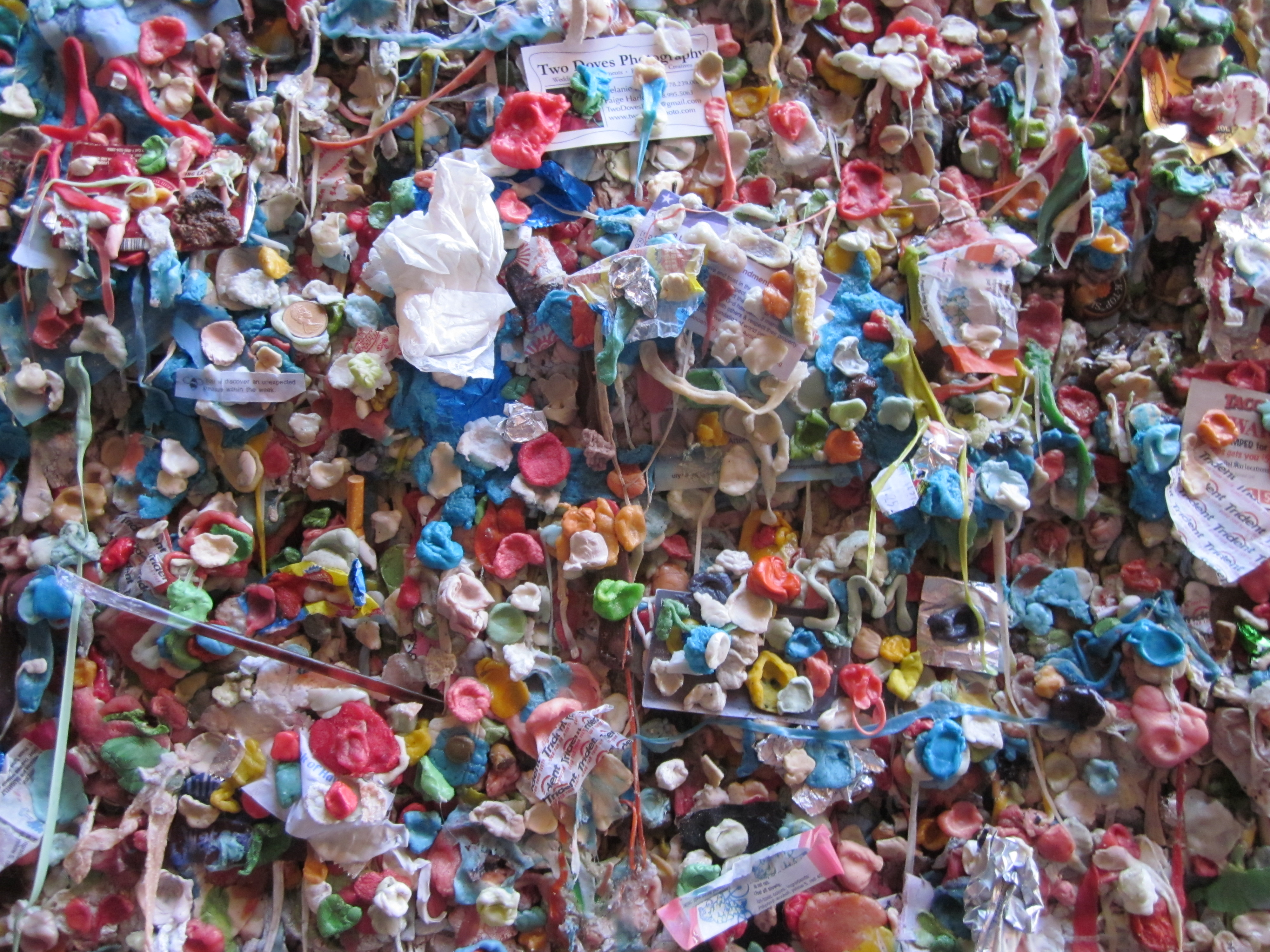